# Spongilla lacustris
Spongilla lacustris és una espècie d'esponja d'aigua dolça. L'any 2017 es va trobar a l'embassament d'Escales junt amb una altra espècie Ephidatia fluviatilis. Sovint viu sobre troncs submergits o sobre roques. La seva distribució és des d'Amèrica del Nord fins Euràsia. Tenen la capacitat de reproduir-se tant sexualment com asexualment. Passa a estar en dormició durant l'hivern.